# Hypopyra lactipex
Hypopyra lactipex là một loài bướm đêm trong họ Erebidae.